# Ex commodo
La locuzione latina Ex commodo, tradotta letteralmente, significa con comodità, senza fretta.
Senza preoccupazioni, con serenità e senza fretta: si tratta insomma di occupazioni che non hanno urgenza.